# Ad Bos Collectief
Das Ad Bos Collectief (Ad Bos Kollektiv) war eine niederländische Partei.

## Geschichte
Die Partei wurde am 10. August 2006 von Ad Bos gegründet, der in den Niederlanden 2001 als Whistleblower im Zusammenhang mit einem Baubetrug bekannt wurde. Mit seiner Partei wollte sich Bos gegen Freundschaftsdienste und Verfilzung in der Politik wenden. Bos wurde auch Spitzenkandidat seiner Partei, die bei den Parlamentswahlen von 2006 in 16 der 19 Wahlkreise antrat, jedoch mit 5.149 Stimmen (0,1 %) nicht ins niederländische Unterhaus einziehen konnte. Nach den Wahlen endete das Bestehen der Partei.

## Parteiprogramm
Zu einer politischen Richtung bekennt sich das Ad Bos Collectief nicht, vielmehr ist die Partei thematisch ganz auf die Themen Entflechtung der Politik und Rückgewinnung des Vertrauens der Bürger in diese ausgerichtet. Die Partei spricht sich für die zwangsweise Offenlegung der Mitgliederlisten von Parteien und das Verbot von Nebenfunktionen von Parlamentsmitgliedern aus. Die Anzahl der Volksvertreter soll verringert, die Bürokratie im öffentlichen Sektor abgebaut werden. Des Weiteren spricht sich die Partei für die Unabhängigkeit von Richtern und die Offenlegung von Nebenfunktionen in der Justiz aus. Sie setzt sich auch für ein Referendum über eine Dienstpflicht von Schulabgängern ein (die Wehrpflicht ist seit dem Jahr 1997 für Friedenszeiten ausgesetzt, somit gibt es bis auf weiteres auch den ersatzweisen Zivildienst nicht mehr).

## Ergebnisse bei nationalen Wahlen
| Jahr | Stimmen | Prozent | +/- | Sitze | +/- |
| ---- | ------- | ------- | --- | ----- | --- |
| 2006 | 5.149   | 0,1 %   |     | 0     |     |